# William Lilly (Astrologe)

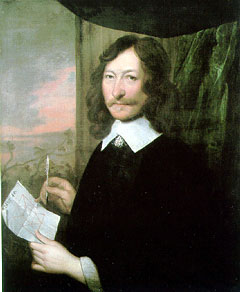
William Lilly

William Lilly (* 11. Mai 1602 in Diseworth, Leicestershire; † 9. Juni 1681) war ein englischer Astrologe. 

## Leben
Lilly war der Sohn eines freien Bauern, der ihm eine gute Schulbildung ermöglichte, so dass Lilly fließend Latein sprach. Ein Universitätsstudium blieb ihm jedoch versagt, nachdem sein Vater sich verschuldet hatte. Im Jahre 1620 trat Lilly daher eine Stelle als Hausdiener in London an. Als sein wohlhabender Arbeitgeber 1627 starb, schlug er dessen Witwe die Ehe vor, worauf sie trotz des großen Altersunterschieds einging. Mit ihrem Tod sechs Jahre später erbte er eine größere Summe, die ihn finanziell unabhängig machte. Er studierte die Astrologie, mit der er 1632 in Berührung gekommen war. Ab 1642 veröffentlichte er regelmäßig Almanache, in denen er einige spektakuläre Vorhersagen machte. In diesen Zeitraum fällt auch die Veröffentlichung seines Hauptwerkes Christliche Astrologie (1647). Er spielte eine wichtige Rolle im englischen Bürgerkrieg, in dem er auf Seiten der Parlamentarier stand. Dies brachte ihm allerdings auch erhebliche Anfeindungen ein, die wiederholt zu Verhaftungen führten. Durch seine Freundschaft zu hochgestellten Persönlichkeiten wie Elias Ashmole kam er jedoch immer wieder schnell frei.
Lilly erregte Aufsehen, weil er den Großen Brand von London (1666) angeblich voraussagte, ca. 14 Jahre bevor es geschah. Aus diesem Grund glaubten viele Leute, dass er das Feuer gelegt habe. Er konnte dem Gericht aber plausibel erklären, wie er damals zu dieser Aussage gekommen war. Aus diesem Grund wurde er auch vom Parlament freigesprochen.

## Bibliographie
Lilly brachte zwischen 1647 und 1682 36 jährliche Almanache heraus. Weitere Veröffentlichungen:
- Merlinus Anglicus Junior. 1644.
- Supernatural Sights and Apparitions seen in London, June 20th 1644. 1644.
- The Prophecy of the White King. 1644.
- England's Prophetical Merlin. 1644.
- Collections of Prophecies. 1646.
- Christian Astrology : modestly treated of in three books. The first containing the use of an ephemeris … The second … how to judge or resolve all manner of questions … The third … to judge upon nativities. 1647, Digitalisat. 2. Auflage 1659, Digitalisat.
  - Faksimileausgabe: A Facsimile edition of Christian astrology. Regulus, London 1985, ISBN 0-94847201-4.
  - Neuausgaben: Christian Astrology. Astrology Classics. Astrology Center of America, 2004, ISBN 1-933303-02-6 (enthält nur die Bücher 1 und 2).
  - Übersetzung: Christliche Astrologie, Buch 1 und Buch 2. Chiron Verlag, Tübingen 2007, ISBN 978-3-89997-144-6. Christliche Astrologie, Buch 3. Chiron Verlag, Tübingen 2008, ISBN 978-3-89997-166-8.
- The World's Catastrophe, or Europe's many mutations untill 1666. 1647. Enthält: A Whip for Wharton. Einige Ausgaben enthalten auch: Elias Ashmole: The Prophecies of Ambrose Merlin, with a Key und Trithemius, or the Government of the World by presiding Angels.
- An Astrologicall Prediction of the Occurrences in England for the years 1648, 1649, 1650. London, 1648.
- Monarchy or No Monarchy. 1651.
- Mr. Lillyes Prognostications of 1667, predicting the Prosperity … of the English and their glorious Victories … by Land and Sea. 1667.
- The dangerous Condition of the United Provinces prognosticated. 1672.
- Mr. Lillies late Prophecy come to pass concerning the present War and the late unseasonableness of the Weather. 1673.
- Mr. Lillies Prophesie of a General Peace. 1674.
- Mr. Lillies Prophecy, or a sober Prediction of a Peace between the French and the Dutch and their Allies. 1675.
- Anima Astrologiae, or a Guide for Astrologers, being translated from Guido Bonatus, and Cardan's seaven Segments, with a new Table of the Fixed Stars, rectified for several years to come. 1676.
- Mr Lillies Astrological Predictions for 1677, proving the happy Condition of this our Nation for the Year ensuing. 1676.
- Mr. Lillies Prediction concerning the many lamentable Fires which have lately happened, with a full Account of Fires at Home and Abroad. 1676.
- Strange News from the East, or a sober Account of the Comet or blazing Star that has been seen several Mornings of late. 1677.
- Lillies New Prophecy relating to the Year. 1678.
- William Lilly's History of His Life and Times by William Lilly. 1681.
- Fore-Warn'd, Fore-Arm'd, or England's Timely Warning in general, and London's in particular. 1682.
- Catastrophe Mundi, Mr. Lilly's Hieroglyphicks exactly cut. 1683 (Neuausgab des Anhangs zu Monarchy or No Monarchy).